# Xavier Darias i Payà
Xavier Darias i Payà (Alcoi, l'Alcoià, 7 d'abril de 1946) és un compositor, teòric musical i docent valencià. El 2018 va rebre el Premi Nacional de Música.

## Biografia i trajectòria
Artista de vocació multidisciplinària, es va formar com a químic especialitzat en ceràmica en el Departament de Silicats de la Facultat de Ciències de València. Va iniciar la seua carrera en els anys 70, període en el qual va realitzar la major part dels seus treballs combinant diferents manifestacions artístiques, com la pintura, l'escultura, el dibuix i el collage, la fotografia, noves grafies, els instruments preparats. Estudià composició amb Patricio Galindo a València, Juan Hidalgo a Madrid i Takehisa Kosugi a Sant Maissemin de la Santa Bauma, a França. També cursà estudis de guitarra i fou precisament el seu gran coneixement d'aquest instrument el que el portà, el 1976, a fabricar un model reconegut i usat en diversos països d'Europa i als Estats Units i el Japó. Com a compositor, les seves primeres influències s'han de cercar en les tendències estètiques més innovadores dels anys setanta, tant pel que fa a la música com a altres arts. Més tard, però, basà les composicions en dos sistemes harmònics creats per ell i anomenats "Sistema del cicle tancat de quartes" i "Sistema de variants de base". També ha escrit assaigs musicals, com ara Fundamentos Matemáticos de la Armonía Tradicional, i ha fet cursos i conferències sobre música contemporània i composició. Ha ocupat diversos càrrecs, la direcció, des de la seva fundació l'any 1989, de l'Escola i el Col·lectiu de Compositors ECCA, en la qual s'han format diverses generacions de compositors, i des de 1996 a 2000, a Sevilla, l'Aula de Composició Manuel de Falla de l'Orquestra Jove d'Andalusia (OJA). Des de 1988 ha col·laborat en la creació de l'Orquestra Simfònica d'Astúries amb Edmon Colomer i Soler, la Real Filarmonía de Santiago amb Helmuth Rilling, l'Orquestra del Palau de les Arts de València amb Lorin Maazel, l'Orquestra Simfònica de Tenerife i l'Orquestra Simfònica de Galícia amb Víctor Pablo, amb qui prossegueix a més en l'actualitat la seva labor com assessor per a audicions, així com en formacions ja establertes, amb Eiji Oue, en l'Orquestra Simfònica de Barcelona i Nacional de Catalunya entre les temporades 2008 i 2010.

## Reconeixements
Darias és acadèmic numerari de la M. I. Acadèmia de la Música Valenciana, i el 2005 és elegit també acadèmic corresponent per Alcoi de la Reial Acadèmia Catalana de Belles Arts de Sant Jordi, proposat i presentat pels acadèmics de número Francesc Bonastre i Bertran, Joan Guinjoan i Gispert, i Josep Maria Mestres i Quadreny.
El 2018, Darias junt amb el Quartet Quiroga, fou guardonat, en la modalitat d'Interpretació, amb el Premi Nacional de Música, concedit pel Ministeri de Cultura i Esport, i dotats amb 30.000 euros. El jurat va valorar "la qualitat i solidesa de la seva obra, per la seva dilatada trajectòria en l'àmbit de la creació, i per la seva important faceta d'investigador musical amb la publicació de significatius estudis a l'entorn de les teories escalístiques".

## Publicació de la seva obra
Les seves composicions orquestals i camerístiques es troben recollides en nou discs monogràfics (quatre LPs, cinc CDs, i un MC), i les seves simfonies han estat publicades per l'Editorial EMEC (Madrid), amb enregistraments de l'Orquestra Simfònica de Tenerife, l'Orquestra Simfònica de Galícia, l'Orquestra Simfònica de Radiotelevisió Espanyola i la Royal Philharmonic Orchestra de Londres. Per altra banda, les seves investigacions escalísticas, harmòniques i formals, estan recollides en el seu "Tractat Lêpsis, vol. I: Tècniques d'Organització i Control en la Creació Musical" (2006), i "Lêpsis, vol. II: Cap a una Teoria Escalística Unificada" (2012), i les relatives tant al terreny acústic com al teòric i pedagògic, han estat publicades en diversos treballs, entre els quals destaca el seu llibre "Una Carta a David Tudor" (1992).